# 长隆海洋王国
长隆海洋王国（Chimelong Ocean Kingdom）位于中華人民共和國廣東省橫琴粵澳深度合作區富祥灣，是珠海長隆國際海洋度假區旗下的其中一个以海洋為主題的主题公园，该主题公园采用世界顶尖公司设计，整合珍稀的海洋动物、顶级的游乐设备和新奇的大型演艺，全力建设、打造中国人自主研发和拥有自主知识产权的世界主题公园。长隆海洋王国于2010年11月28日动工，至2013年11月完工，於2014年1月28日试营，至3月29日正式开放。至2019年11月20日长隆站通车。
根据世界主题娱乐协会（TEA）数据，2015年，长隆海洋王国入场人数超过550万，于2016年，长隆海洋王国入场人数保持强劲增长，达847.4万，是2015、2016年度中国游客人数最多的主题公园，也是目前全球入场人数最高的水上主题乐园。

## 主题展区

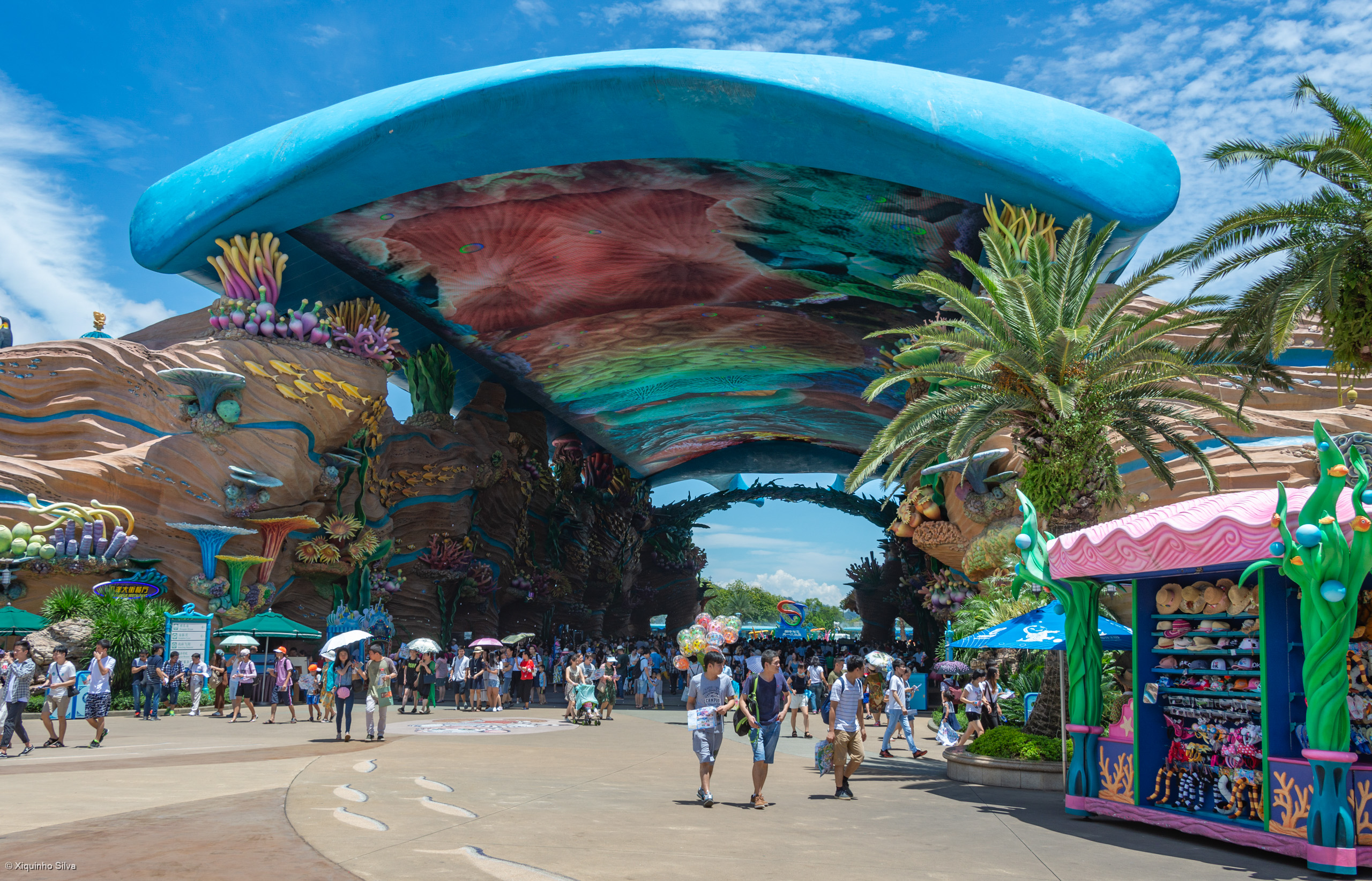
海洋大街

长隆海洋王国园内由八个主题组成，有海洋大街、海豚湾、雨林飞翔、海洋奇观、极地探险、英雄島、海象山和横琴海。

### 海洋大街
海洋大街主要以迎宾、观光及购物休闲为主，顶部装有巨大的LED天幕（以海水为主题）。

### 海豚湾
海豚湾整个区域以海豚展示为主，主要展出的有瓶鼻海豚和斑点海豚，周边海豚剧场有海豚表演演出。
- 海豚岛
- 中华白海豚
- 5D城堡影院
- 旋转水战
- 海豚转转车
- 海豚剧场

### 雨林飞翔
- 海牛馆
- 鹦鹉过山车
- 雨林升降塔
- 丛林攀爬

### 海洋奇观

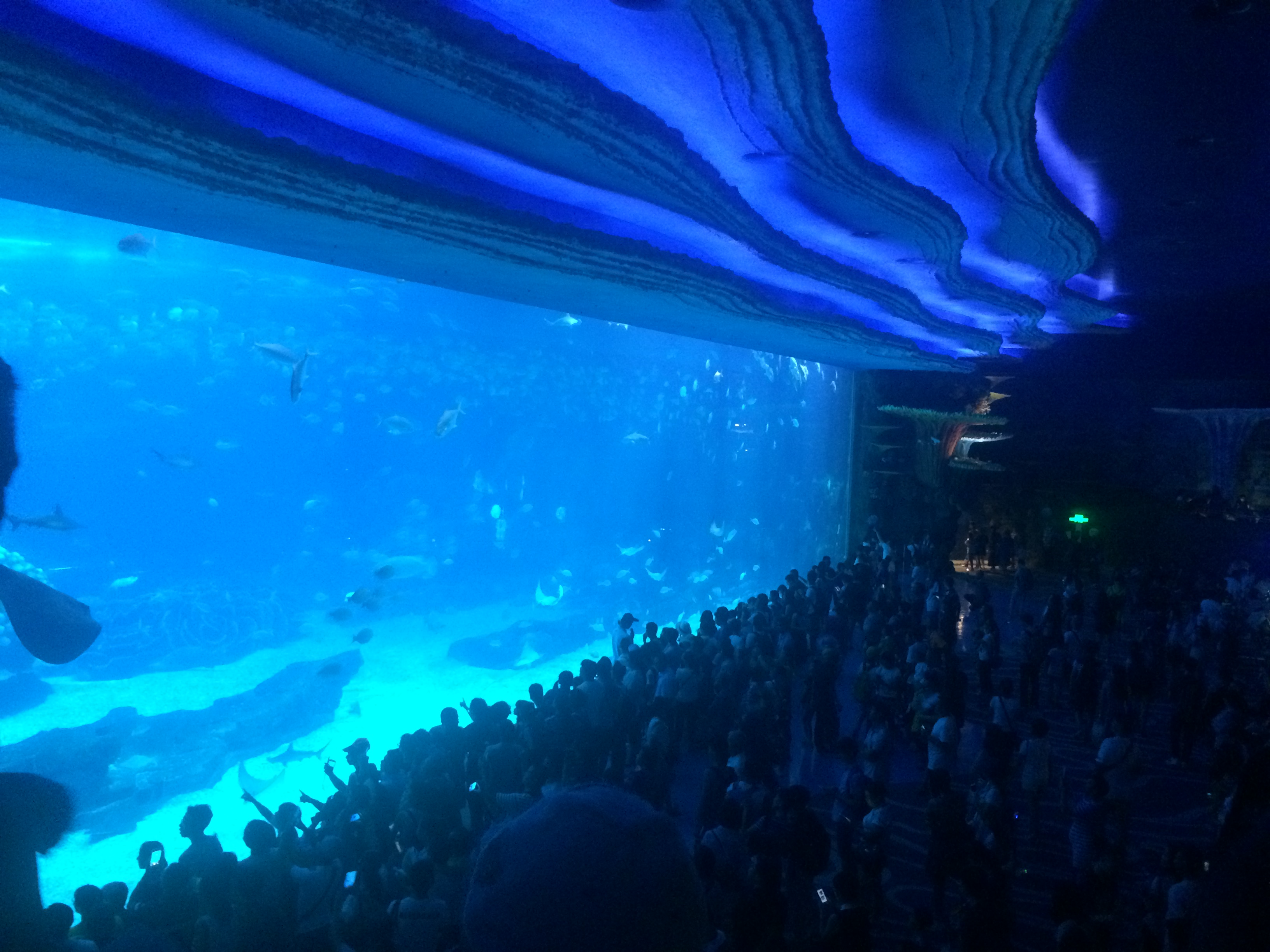
鲸鲨馆

- 鲸鲨馆 - 鲸鲨馆是目前世界最大的海洋鱼类展览馆，水体2.2万立方米，比目前世界上最大、水体为1.5万立方米的美国乔治亚水族馆的水体超出近50%[4]
- 海底互动船

### 英雄岛  (2018年暑假正式开放)
缤纷世界于2018年3月1日起暂停服务,并将打造成全新英雄岛，于2018年暑假正式开放里面有碰碰车还有射击的游戏。

### 极地探险

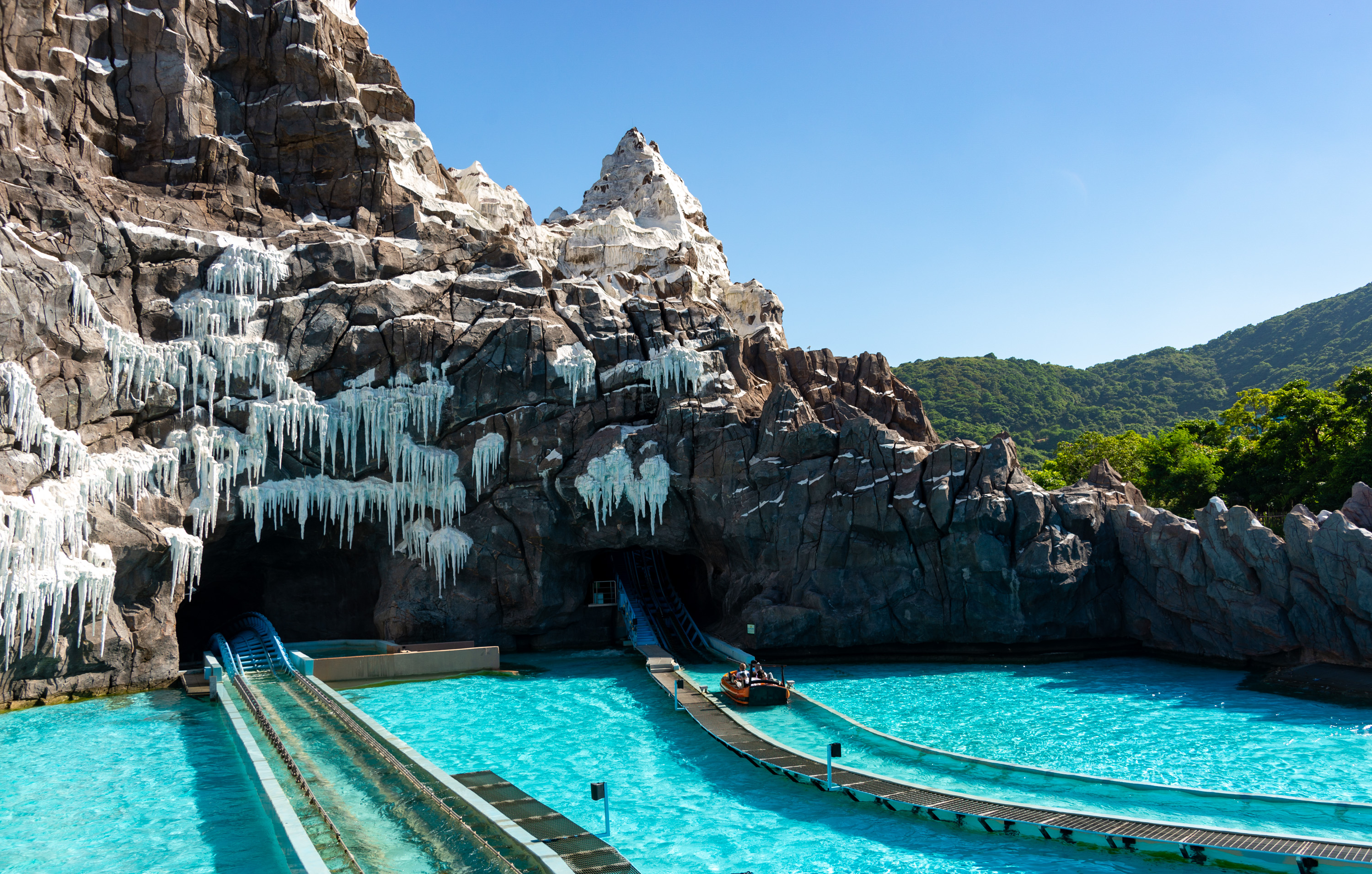
冰山过山车

本区域以探险为主题，是海洋王国内容最丰富的区域。
- 白鲸馆
- 北极熊馆
- 企鹅馆
- 白鲸剧场
- 冰山过山车

### 海象山

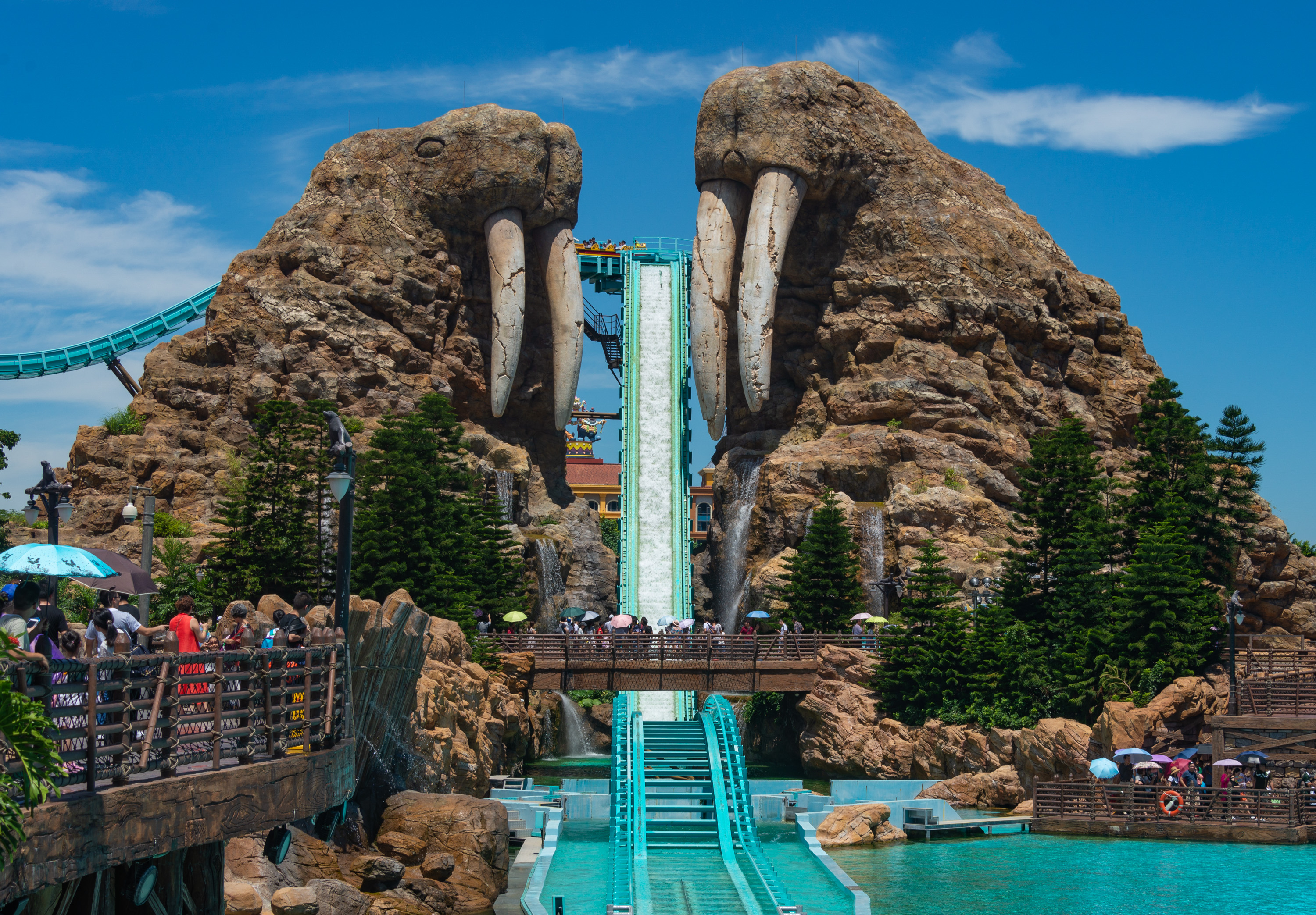
海象山

- 海象岛
- 海狮港湾
- 海獅劇場
- 激浪帆船
- 超级激流

### 横琴海
横琴海是围绕中心湖整个园区的区域，以表演为主题，可欣赏花车巡游和烟花表演。
- 鹦鹉过山车
- 白鲸剧场
- 冰山過山車
- 鲸鲨馆
- 超级激流

## 票价
- 成人票（全票）：人民币350元
- 儿童、长者、伤残人士等优惠票：人民币245元

## 接驳交通

### 广州

#### 廣珠城際鐵路
- 珠海长隆站 - 2020年8月18日开通

### 珠海

#### 公共汽车
珠海公交
- 14路：凤凰北—长隆
- 86路：南屏科技园—长隆
- K10路：吉大总站—长隆
- K11路：香洲—长隆

#### 专线大巴
- 九洲港——长隆
- 拱北口岸——长隆
- 珠海机场——长隆
- 橫琴口岸ㄧ长隆

### 澳門

#### 穿梭巴士
富豪酒店ㄧㄧ長隆

## 競爭者
- 香港海洋公園